# Monte Alberta
O monte Alberta é uma montanha situada no vale superior do rio Athabasca do Parque Nacional de Jaspe, Canadá. J. Norman Collie nomeou a montanha em 1898 em homenagem a Princesa Louise Caroline Alberta.